# Авербух Яків Абрамович
Яків Абрамович Авербух (нар. 27 березня 1922 Кишинів, Румунське королівство — 17 вересня 1998, Герцлія, Ізраїль) — молдавський радянський художник, графік і ілюстратор, плакатник; театральний художник, постановник, майстер ліногравюри, офорти, карикатурист, монументаліст.
Член Спілки художників СРСР, лауреат книжкових виставок.

## Біографія
Народився в Кишиневі в сім'ї акторів єврейського театру на ідиші. Батько — Аврум Авербух, який виступав під сценічним ім'ям «А. Аш» (1895—1942), мати — Песя Авербух (1900—1965).
Яків Авербух почав свою художню освіту з раннього дитинства, коли переміг на міському конкурсі, виліпив з м'якоті хліба дитячу ніжку, (його моделлю була рідна сестра Хаяле). Переможця взяли в приватне художнє училище «Belle Arte», засновником якого був професор Август Бальєр, живописець, театральний художник і режисер. Також великий вплив на Якова Авербуха мали викладачі Шнеєр Коган і Олександр Племедяле. Авербух навчався в художньому училищі «Belle Arte», далі хотів продовжити навчання в Кишинівській Вищій академії пластичних мистецтв, але навчання було перерване воєнними діями. Влітку 1940 року в Бессарабію увійшли частини Червоної армії, а 2 серпня 1940 року було утворено Молдавську РСР.

### Друга світова війна
На самому початку війни евакуюється і потрапляє в Узбекистан, звідки призивається в Червону Армію. Його сім'я так само евакуювалася в Душанбе разом з артистами Єврейського театру. В евакуації помер батько Якова. Згодом мати і сестра Якова одружилися з євреями з Польщі та виїхали до Ізраїлю, а сам Яків залишився в СРСР. Після війни він повертається до Кишинева і продовжує навчання в Художньому училищі, вже перейменованому в художнє училище ім. Е. І. Рєпіна. Навчання він завершує з відзнакою в 1950 році. З цього моменту починається творча діяльність Якова Авербуха.

## Творчість
Перші творчі кроки Яків Авербух починав як ілюстратор книг. Він самотужки опанував основи книжкового оформлення, і незабаром почав отримувати відповідальні замовлення. Оформлення поеми В. Александрі «Міоріца» принесло Авербуху великий успіх, його приймають в Спілку художників Молдавії, а потім і в Спілку художників СРСР. Незабаром Авербух опанував мистецтво плаката, ліногравюри.
У зрілі роки, Авербух опанував монументальне мистецтво. Разом з А. Силицьким, керамістом, вони створили керамічне панно в селі Баурчи. Також займався оформленням інтер'єрів дитячого садка в Тирасполі, ресторану «Ністру» в Кишиневі. Брав участь в оформленні Кишинева в святкові дні, а також оформляв павільйони виставок Народного господарства.
У 1964 Яків Авербух входив в колектив медальєрів по розробці художньої форми для відливання настільної медалі «40 років Молдавської Радянської Соціалістичної Республіки і Комуністичної партії Молдови».
Багато робіт Я. А. Авербуха, такі як «Портрет чабана І. Келдаре» (1962), придбані і зберігаються в Національному художньому музеї Молдови. Всього в Національному музеї зберігається близько 40 робіт художника.

### Кишинівський єврейський народний театр
У 1966 році був заснований Єврейський театр.
Засновники Кишинівського Єврейського театру Давид Шварцман і Арон Шварцман підібрали склад активістів, які погодилися співпрацювати з відродженням Єврейської культури в Молдові. Протягом років існування КЄНТу, Авербух був художником театру. Він створив емблему театру, оформляв плакати, декорації, малював ескізи костюмів.
Театром були поставлені такі вистави, як «Нова Красилівка» (1966), «Зямка Копач» (1967—1968), «Гершеле з Острополя» (1969), «Я буду жити!» (1970). В період роботи в КЄНТ Яків Авербух починає підписувати свої роботи як «Я. Аш»- артистичний псевдонім свого батька. У 1971 році, в зв'язку з виїздом більшості акторського колективу в Ізраїль, було прийнято рішення про закриття єврейського театру в Кишиневі.
У 1990 році емігрував разом з сім'єю в Ізраїль .

### Сім'я
- Сестра — Хаяле Аш (у шлюбі Фурман, 1920—2015), акторка єврейського театру і оперети в США[11].
- Дружина — Хава Міліковська, акторка (1921—2008).
  - Сини — Авраам Якович (нар. 1946), художник, член спілки художників Ізраїлю з 1979 року; Емілян Якович (нар. 1950), філософ; Залман Якович (нар. 1958), музикант.

## Твори

### Книги
- О. П. Павловський. Надзвичайна подорож Петьки Озорнікова[12]
- Я. А. Кутковецький Костика[13]
- В. Александрі. Міоріца[5][8]
- О. Фадєєв. Молода гвардія
- І. Караджале. Вибране
- К. Стаматі Вибрані твори
- Ал. Руссо. Вибрані твори

### Плакати
- 1950 — Світ переможе війну![14]
- 1950 — Хай живе 33-тя річниця Великої Жовтневої соціалістичної революції!
- 1951 — Так живе 1 Травня!
- 1951 — За мир
- 1954 — Рости колгоспні сади: Садів запашні плоди винагородять твою працю!
- 1954 — В ім'я майбутнього!
- 1954 — Користуйтеся послугами «Книга — поштою»
- 1955 — П'яниця — знахідка для ворога!
- 1960 — Все це справа рук радянської людини[8]
- 1957 — З іскри зайнялося полум'я
- 1960 — Квітни, моя Молдова
- 1970 — Останній місяць осені
- 1971 — Гіркі зерна
- 1972 — Остання мить

### Монументальні роботи
- 1971 — Будинок культури в Баурчі
- 1967 — Дитячий садок в Тирасполі
- Ресторан в Кишиневі

### Станкова графіка
- 1961 — Лікнеп
- 1962 — Сім'я Триптих, із серії «В ім'я щастя» (ліногравюра)
- 1962 — Материнство, із серії «В ім'я щастя» (ліногравюра)[15]
- 1962 — Портрет чабана І. Келдаре (папір, пастель)
- 1962 — За мир, із серії «В ім'я щастя», (ліногравюра)
- 1963 — Щастя (ліногравюра)
- 1963 — Хая Лівшиць, підпільниця (ліногравюра)
- 1964 — Танкісти (ліногравюра)
- 1964 — На вахті праці (ліногравюра)
- 1964 — Радість (ліногравюра)
- 1964 — Майбутні командири (ліногравюра)
- 1964 — Життя в космосі (ліногравюра)
- 1964 — На варті (ліногравюра)
- 1968 — Серія робіт «Братськ» (фломастер, пастель)
- 1970 — Хлопчик (туш)
- 1972 — Радіомонтажниця Валентина Бирсан (крейда)

### Театр
- 1966 — Нова Красилівка
- 1967 — Зямка Копач
- 1967 — Світло і тінь
- 1969 — Гершеле з Острополя
- 1970 — Я буду жити!

## Публікації та каталоги
- 1960 — Каталог «Виставка образотворчого мистецтва Молдавії» (Декада молдавського мистецтва і літератури в Москві)[8]
- 1962 — Друга всесоюзна виставка естамп
- 1963 — Каталог творів художників Молдавської СРСР
- 1964 — Каталог Республіканської виставки присвяченої Дню молоді
- 1965 — Каталог «Ювілейна Республіканська художня виставка»
- 1966 — Каталог «Живопис, скульптура і графіка. На варті миру»
- 1970 — Республіканська художня виставка присвячена 50-річчю ВЛКСМ
- 1970 — Біобібліографічний словник. Видавництво «МИСТЕЦТВО», Москва
- 1971 — Каталог «Образотворче мистецтво Молдавської РСР»[15]
- 1971 — Каталог «25 років перемоги у Великій Вітчизняній війні»
- 1974 — Каталог «Республіканська художня виставка»
- 1975 — Каталог «Республіканська художня виставка»
- 1975 — Завжди на варті
- 1975 — Каталог «Перша Республіканська художня виставка малюнків»
- 1976 — Arta plastica a Moldovei Sovietice
- 1979 — Республіканська виставка політичного плаката і сатиричної графіки
- 1992 — Ретроспективна виставка до 70-річчя від дня народження
- 2018 — DESCRIEREA CIP A CAMEREI NAŢIONALE

## Нагороди
У 1964 році Я. А. Авербух постановою Комітету ради Виставки Досягнень Народного Господарства СРСР нагороджений Бронзовою медаллю ВДНГ СРСР (номер посвідчення 6207).